# دیزاین اسپرینت

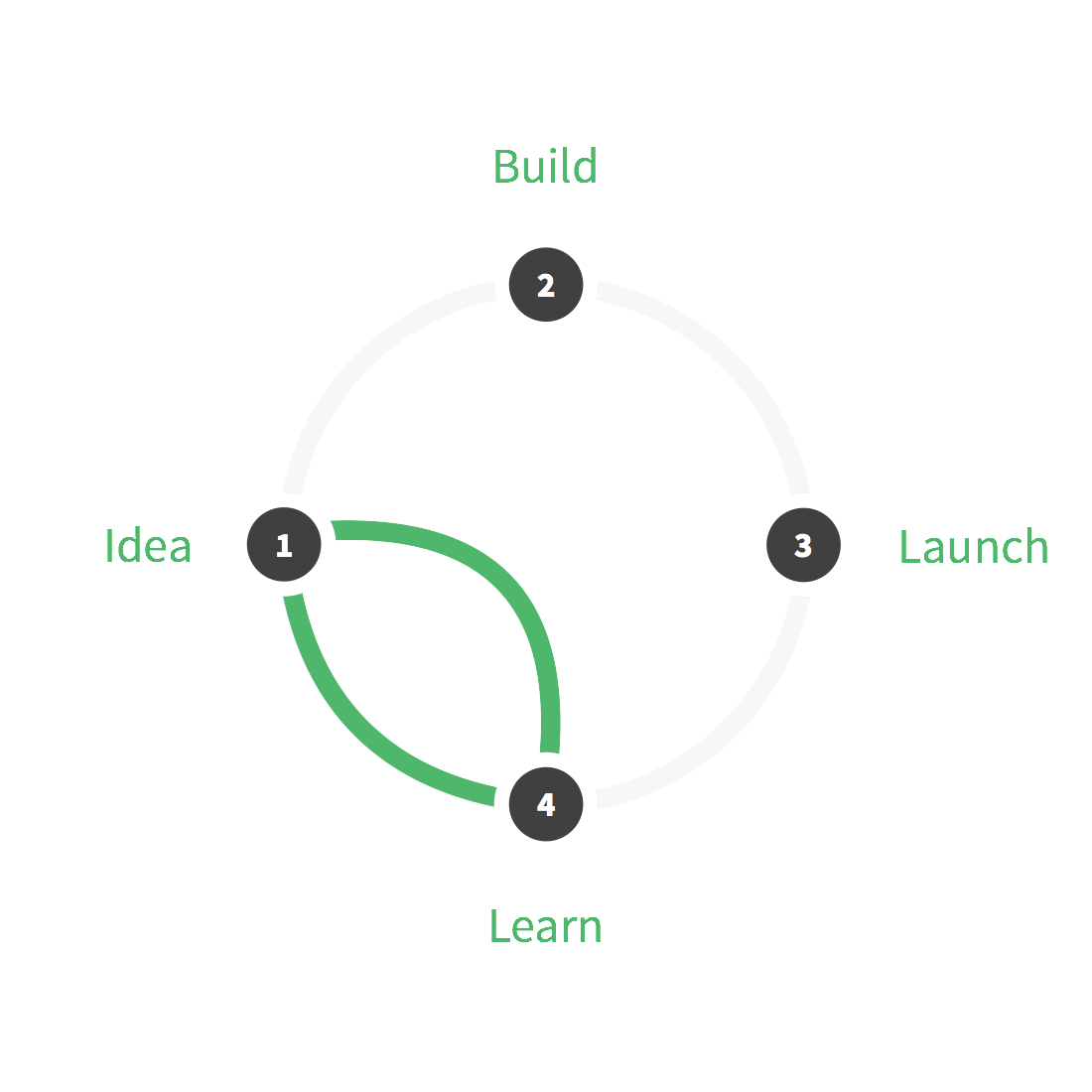
با استفاده از یک طراحی طراحی، یک محصول برای یادگیری فرصت‌ها و جمع‌آوری بازخورد نیازی به چرخه کامل ندارد.

دیزاین اسپرینت یک فرایند و یک چرخه تکرار شونده، محدود و زمان‌دار است که در ۵ فاز توسط تفکر طراحی با هدف کاهش ریسک‌ها، چالش‌ها و مشکلات هنگام وارد کردن محصول، خدمات ویا ویژگی‌های جدید به بازار استفاده می‌شود. این فرایند توسط جیک ناپ در GV (قبلاً Google Ventures) توسعه یافته‌است. تاکنون دو کتاب در مورد این رویکرد منتشر شده‌است – یکی توسط جیک ناپ با نویسندگان جان زرااتسکی و برادن کوویتز و دیگری توسط C. تاد لومباردو، ریچارد بانفیلد، و ردیابی وکس.
از جمله مزایای کلیدی دیزاین اسپرینت میتوان به تسریع فرایند تصمیمگیری، کاهش ریسک سرمایهگذاریهای گزاف، ایجاد همافزایی در تیم و مهمتر از همه احتمال دستیابی به نوآوری در محصولات و خدمات اشاره کرد.
در GV، مفهوم دیزاین اسپرینت در جهت رشد فرهنگ UX و عملکرد رهبری طراحی در سرتاسر سازمان توسعه یافت. تیم‌های مختلفی در گوگل روش‌های مختلفی ازجمله روش‌های سنتی UX, IDEO، استنفورد dSchool و طیف وسیعی از رشته‌های دیگر را تجربه کردند. این فرایند با هدف کمک به تیم‌ها برای تعیین اهداف، تأیید اعتبار ایده و فرضیه‌ها و تصمیم‌گیری در مورد نقشه راه محصول پیش از شروع توسعه، به وجود آمده‌است.
در نتیجه دیزاین اسپرینت بهترین راه حل برای یافتن جواب تمام این سوالات و تعیین میزان کارآمدی ایده‌ها از طریق نمونه‌سازی و آزمایش آن‌ها است.

## کاربردهای ممکن
کاربردهای ادعا شده از این روش را شامل می‌شود
- راه اندازی یک محصول یا خدمات جدید.
- گسترش یک تجربه موجود به یک بستر جدید.
- MVP موجود به طراحی تجدید نظر شده کاربر و / یا طراحی UI نیاز دارد.
- اضافه کردن ویژگی‌ها و قابلیت‌های جدید به یک محصول دیجیتال.
- فرصت‌های بهبود محصول (به عنوان مثال میزان بالای ترک سبد خرید)[۱]
- فرصت‌های بهبود خدمات.[۲]

## فاز
سازندگان رویکرد دیزاین اسپرینت پیشنهاد می‌کنند با انتخاب تیم، محیط مناسب، مواد و ابزارها خود را برای انجام پنج مرحله دیزاین اسپرینت آماده کنید.
1. درک کردن: اهداف کسب و کار، مخاطبان، رقبا، گزاره ارزش را کشف کنید و معیارهای موفقیت را تعیین کنید.
2. اسکچ کردن: به بررسی و توسعه بهترین ایده‌هایی که مشکلات شما را حل می‌کنند بپردازید.
3. انتخاب بهترین راه حل: ایده‌هایی را که متناسب با چرخه محصول بعدی هستند را مشخص کنید و جزئیات بیشتر آن‌ها را از طریق داستان‌نویسی کشف کنید.
4. نمونه اولیه: نمونه اولیه (هایی) را طراحی و آماده کنید تا قابل آزمایش با افراد باشد.
5. تست: نمونه اولیه خود را با ۵٬۶ نفر از جامعه هدفتان تست کنید. سؤالات خوبی بپرسید.[۳]

## دست‌آوردها
دست‌آوردهای اصلی پس از دیزاین اسپرینت:
- پاسخ به مجموعه ای از سوالات اساسی
- یافته‌های مربوط به دیزاین اسپرینت (یادداشت‌ها، نقشه سفر کاربر، صفحه داستانی، نمودارهای معماری اطلاعات و غیره)
- نمونه‌های اولیه
- گزارش‌هایی از تست کاربرپذیری (با آزمایش فیلم‌ها پشتیبانی می‌شود)
- طرحی برای قدم‌های بعدی
- اعتبارسنجی ایده و فرضیه پیش از ساخت و توسعه آن.

## تیم
تعداد ایده‌آل افراد برای تیم دیزاین اسپرینت ۴–۷ نفر است و آنها را شامل می‌شود تسهیل‌کننده، طراح، تصمیم گیرنده (اغلب مدیر عامل شرکت اگر شرکت استارتاپ باشد)، مدیر محصول، مهندس و شخصی از شرکت‌های اصلی. بخش‌های تجاری (بازاریابی، محتوا، عملیات و غیره))